# Blanzac-Porcheresse
Blanzac-Porcheresse korábbi község Franciaországban, Charente megyében. Lakosainak száma 733 fő (2018. január 1.). Blanzac-Porcheresse Aubeville, Bécheresse, Bessac, Champagne-Vigny, Cressac-Saint-Genis, Péreuil, Pérignac, Saint-Aulais-la-Chapelle és Saint-Léger községekkel határos.
2017. január 1-jén Cressac-Saint-Genis korábbi községgel egyesült és az így létrejött Coteaux-du-Blanzacais új község része lett.

## Népesség
A település népességének változása:
| Lakosok száma | 1004 | 874  | 819  | 839  | 814  | 795  | 773  | 963  | 747  | 733  |
|               | 1975 | 1982 | 1990 | 1999 | 2006 | 2013 | 2015 | 2016 | 2017 | 2018 |